# Ligne (Belgien)

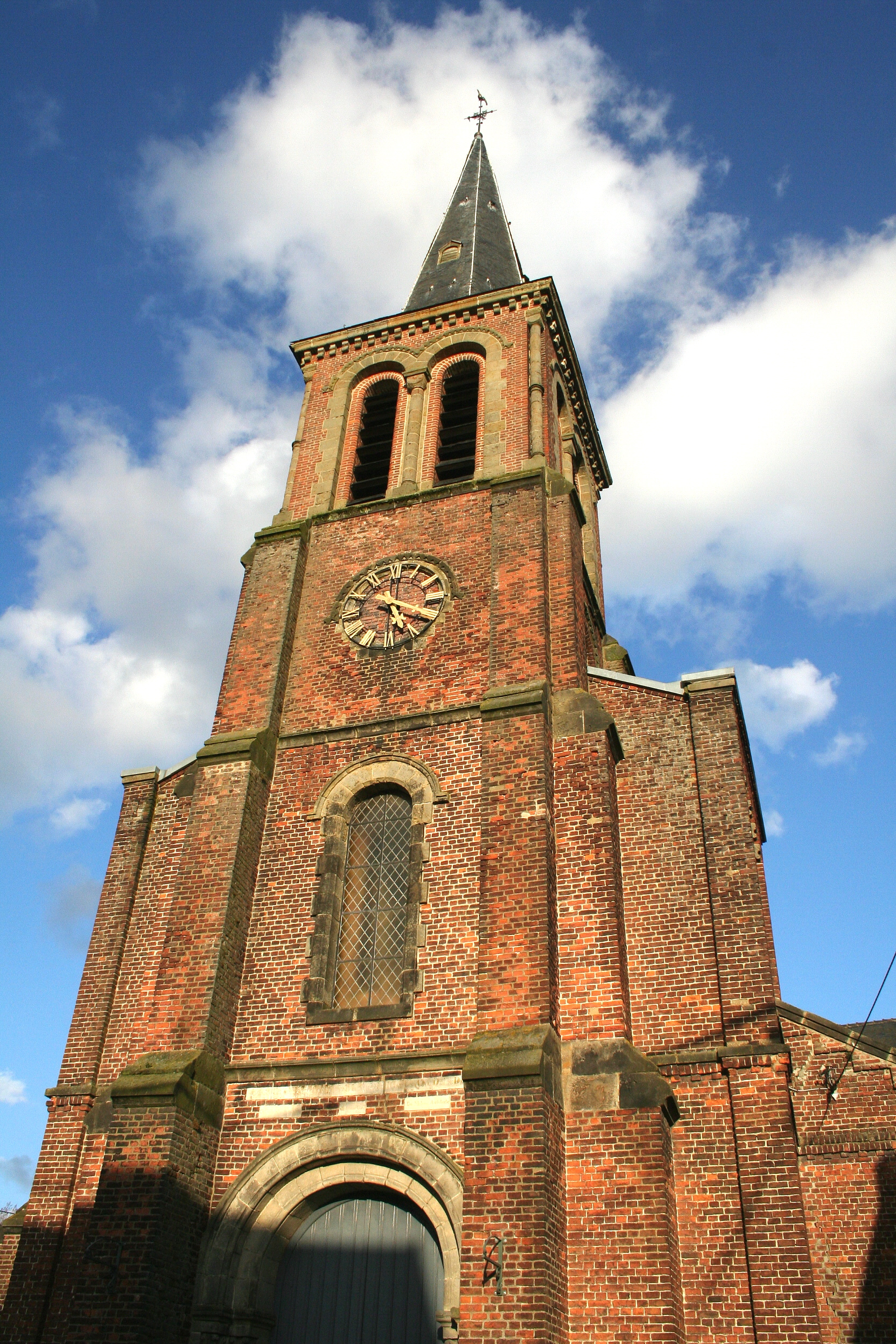

Ligne ist ein Dorf in der belgischen Provinz Hennegau in der Gemeinde Ath. Ligne liegt an der Westlichen Dender.
Nach dem Dorf nannte sich die Adelsfamilie Ligne.

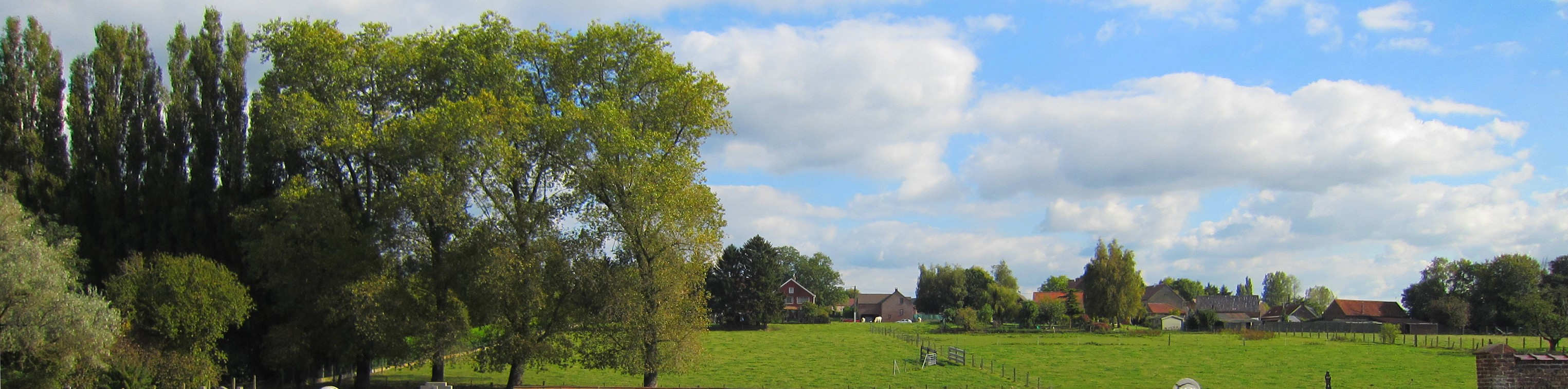
Ligne